# Johan Teterissa

Vlajka Republiky Jižní Moluky, která je v Indonésii zakázaná.

Johan Teterissa, též Teterisa (* 1961) je indonéský učitel na základní škole, aktivista a člen separatistického uskupení Republika Jižní Moluky (RMS), jehož cílem je odtržení Jižních moluckých ostrovů od Indonésie. Teterissa byl v dubnu 2008 odsouzen na doživotí za vlastizradu poté, co v roce 2007 vedl nenásilný protest proti indonéské vládě. Teterissa 29. června 2007 v Ambonu se skupinou 19 tradičních moluckých tanečníků rozvinul separatistickou vlajku (zakázané) Republiky Jižní Moluky před indonéským prezidentem Yudhoyonem. Organizace Amnesty International ho označila za vězně svědomí.

## Protest v Ambonu
Teterissa se stal členem RMS v roce 2002 ve své rodné vesnici Aboru. Záhy dostal mírný trest za mávání vlajkou Jižních Moluckých ostrovů během demonstrace v roce 2003. V roce 2007 probíhala návštěva indonéského prezidenta Susila Bambanga Yudhoyona u přílžitosti oslavy státního svátku rodiny. Skupina 19 protestujících v čele s Teterissou narušila oslavu tím, že předvedli tradiční molucký válečný tanec a rozvinuli separatistickou vlajku RMS. Všichni byli okamžitě zatčeni.
Poradci prezidenta uvedli, že prezident Yudhoyono byl z incidentu rozzuřený. Indonéská armáda a vláda obvinily tajnou službu, že nedokázala předvídat možné riziko podobného protestu. Na základě události byli vyměněni také místní molučtí velitelé armády a policie.

## Soud
Johan Teterissa byl obviněn ze spiknutí proti státu a 3. dubna 2008 odsouzen k doživotnímu trestu. To je nejvyšší možný trest za vlastizradu v Indonésii. Teterissa byl podle státní tiskové agentury Antara z rozsudku viny zničený a během soudu se rozplakal. Teterissa během líčení uvedl, že jednal na příkaz Simona Saiyyho, vůdce RMS hledaného indonéskými orgány. V rozsudku soudci uvedli, že Teterissa „ponížil indonéský národ v očích celého světa“, a tvrdý trest opodstatnili absencí jakékoliv lítosti na jeho straně.
Odsouzení je vnímáno jako důkaz velké obavy indonéské vlády před separatistickými tendencemi na území Indonésie, která se skládá z 18000 ostrovů.
Ostatní účastníci protestu v Ambonu byli odsouzeni k odnětí svobody na dobu od 10 do 20 let.

## Pobyt ve vězení
Podle zprávy Amnesty International v roce 2012 Teterissovi a dalším vězňům nebyl poskytnut přístup k čisté pitné vodě. O měsíc později byl přesunut do věznice Batu na ostrově Nusakambangam kvůli nedostatku místa ve věznicích. Po přemístění byl vězeňskými strážci bičován elektrickými kabely.